# Carlo Scorza
Carlo Scorza (ur. 15 czerwca 1897 w Paoli we Włoszech, zm. 23 grudnia 1988 w San Godenzo) – włoski dziennikarz i polityk faszystowski.

## Życiorys
Był synem Ignazio i Gennariny z d. Jacovini. W 1912 przeniósł się do Lukki, gdzie mieszkał jego brat Giuseppe. Po wybuchu I wojny światowej zgłosił się jako ochotnik do armii. Służył początkowo w oddziale bersalierów, a następnie w elitarnych oddziałach szturmowych arditi.  Za zasługi w walkach pod Piawą uzyskał awans na stopień porucznika, trzykrotnie odznaczany medalem za męstwo wojskowe.

## Działalność polityczna
Po demobilizacji ukończył kurs dla księgowych. 14 grudnia 1920 wstąpił do oddziałów fasci di combattimento, które stały się zalążkiem Narodowej Partii Faszystowskiej. W tym samym roku rozpoczął pracę jako dziennikarz. Wziął udział w marszu na Rzym, w październiku 1922, jako dowódca lokalnych bojówek. W latach 1921–1929 pełnił funkcję sekretarza Narodowej Partii Faszystowskiej w Lukce. W lipcu 1925 dowodzona przez Scorzę bojówka Milicji Faszystowskiej dokonała napaści na liberalnego posła Giovanniego Amendolę, który wkrótce zmarł w wyniku pobicia.
Jako dziennikarz kierował pismem faszystów z Lukki - L'Intrepido, a następnie zakładał gazetę Il Popolo Toscano. Od 1928 kierował Narodową Organizacją Arditi, jedną z najważniejszych organizacji kombatanckich. Od 1934 zasiadał we władzach krajowych Narodowej Partii Faszystowskiej.
Jako ochotnik brał udział w wojnie w Abisynii i w hiszpańskiej wojnie domowej po stronie frankistów, za co został czterokrotnie odznaczony medalami za waleczność. 19 kwietnia 1943 zastąpił Alda Vidussoniego na stanowisku sekretarza Narodowej Partii Faszystowskiej, funkcję tę pełnił przez trzy miesiące. Po kapitulacji Włoch zaoferował swoje usługi rządowi Pietro Badoglio, Został za to aresztowany przez służby podległe Włoskiej Republice Socjalnej i stanął przed sądem w Parmie pod zarzutem zdrady stanu. Uwolniony wskutek interwencji Benita Mussoliniego, przeniósł się do Cortiny d’Ampezzo, a następnie do Paoli, gdzie się ukrywał. Do końca wojny przebywał w klasztorze franciszkanów San Francesco di Paola.

## Powojenne losy
Pod koniec II wojny światowej schronił się w Gallarate, gdzie został aresztowany w sierpniu 1945. Udało mu się uciec z więzienia i wyjechać do Argentyny, gdzie mieszkał pod przybranym nazwiskiem Camillo Sirtori. W zaocznym procesie został skazany na 30 lat więzienia za zabójstwo Amendoli. Z czasem Sąd Najwyższy zmienił kwalifikację wyroku, uznając zabójstwo za nieumyślne, a Scorza dzięki amnestii mógł powrócić do Włoch w 1962. Zamieszkał niedaleko Florencji, gdzie zmarł w 1988.